# Agave utahensis
Agave utahensis är en sparrisväxtart som beskrevs av Georg George Engelmann. Agave utahensis ingår i släktet Agave och familjen sparrisväxter.

## Underarter
Arten delas in i följande underarter:
- A. u. kaibabensis
- A. u. utahensis
- A. u. eborispina
- A. u. nevadensis

## Bildgalleri

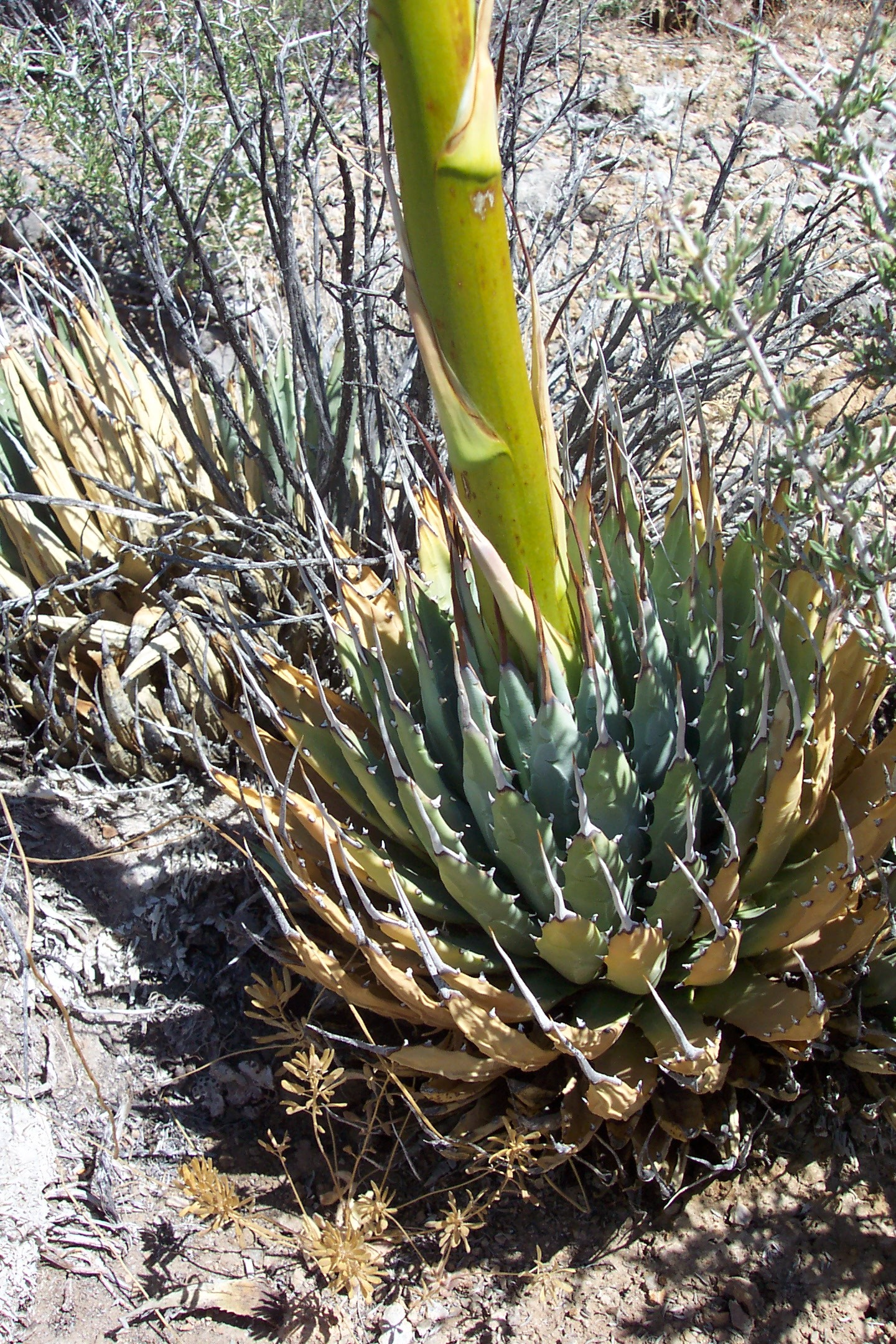
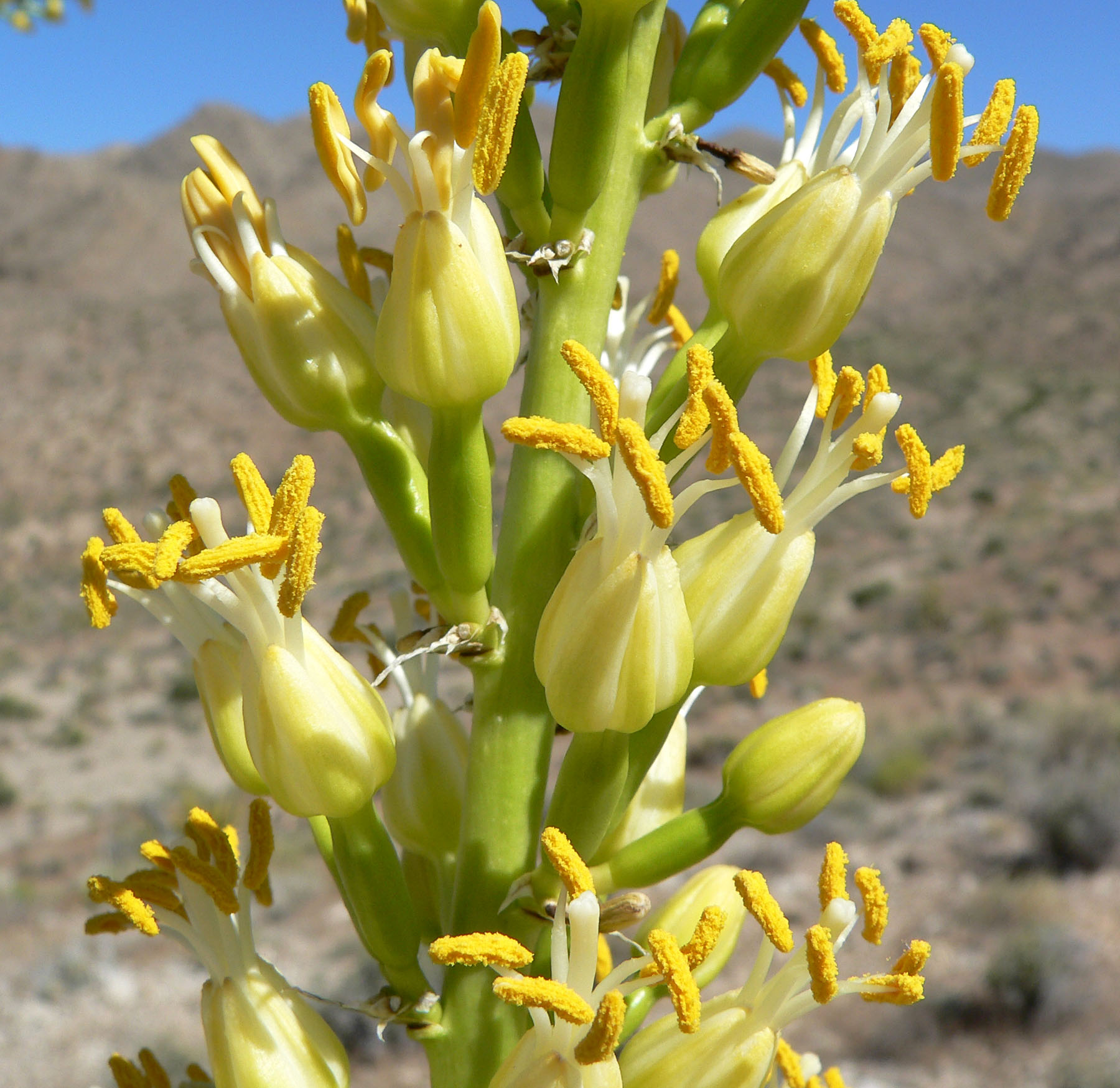
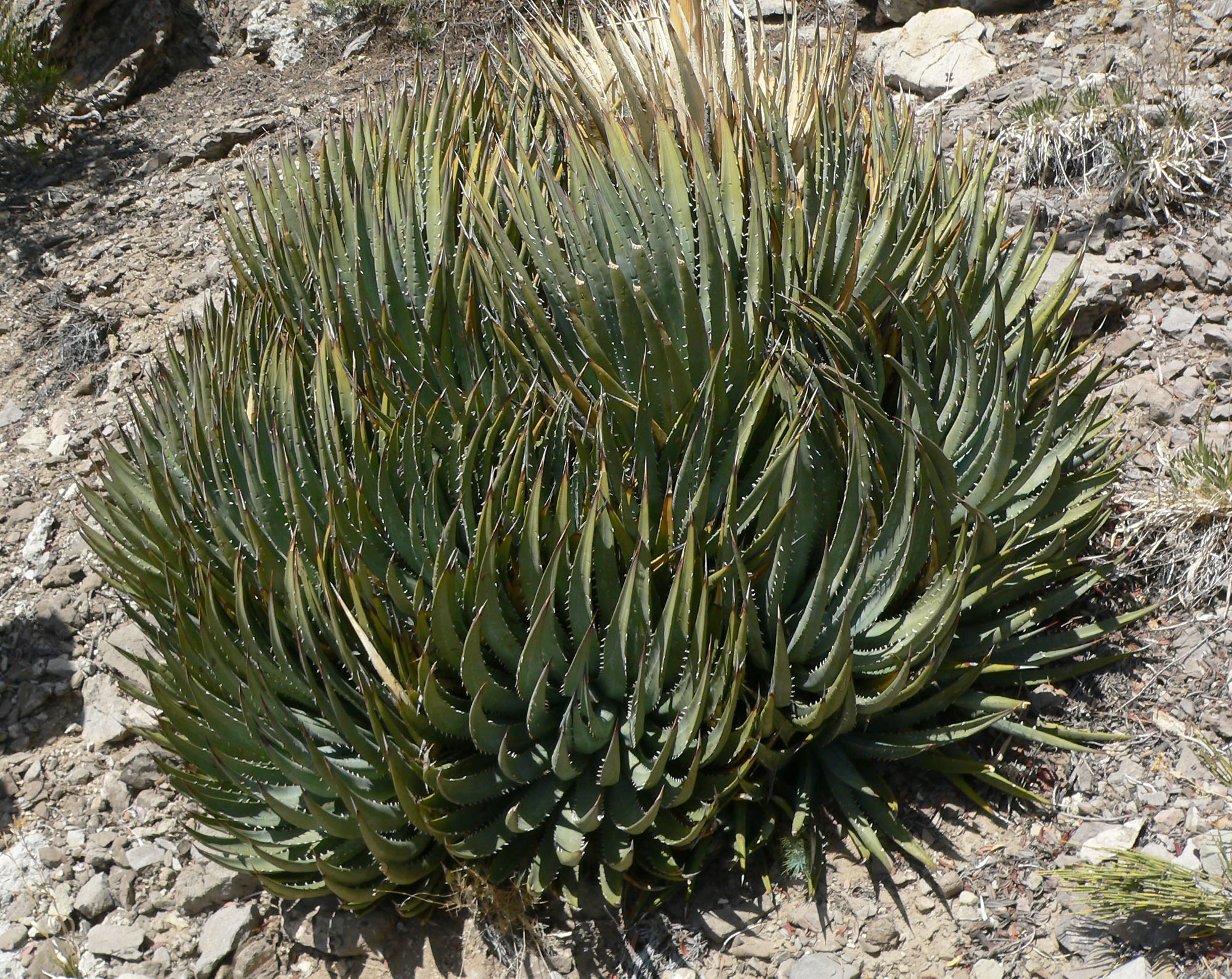
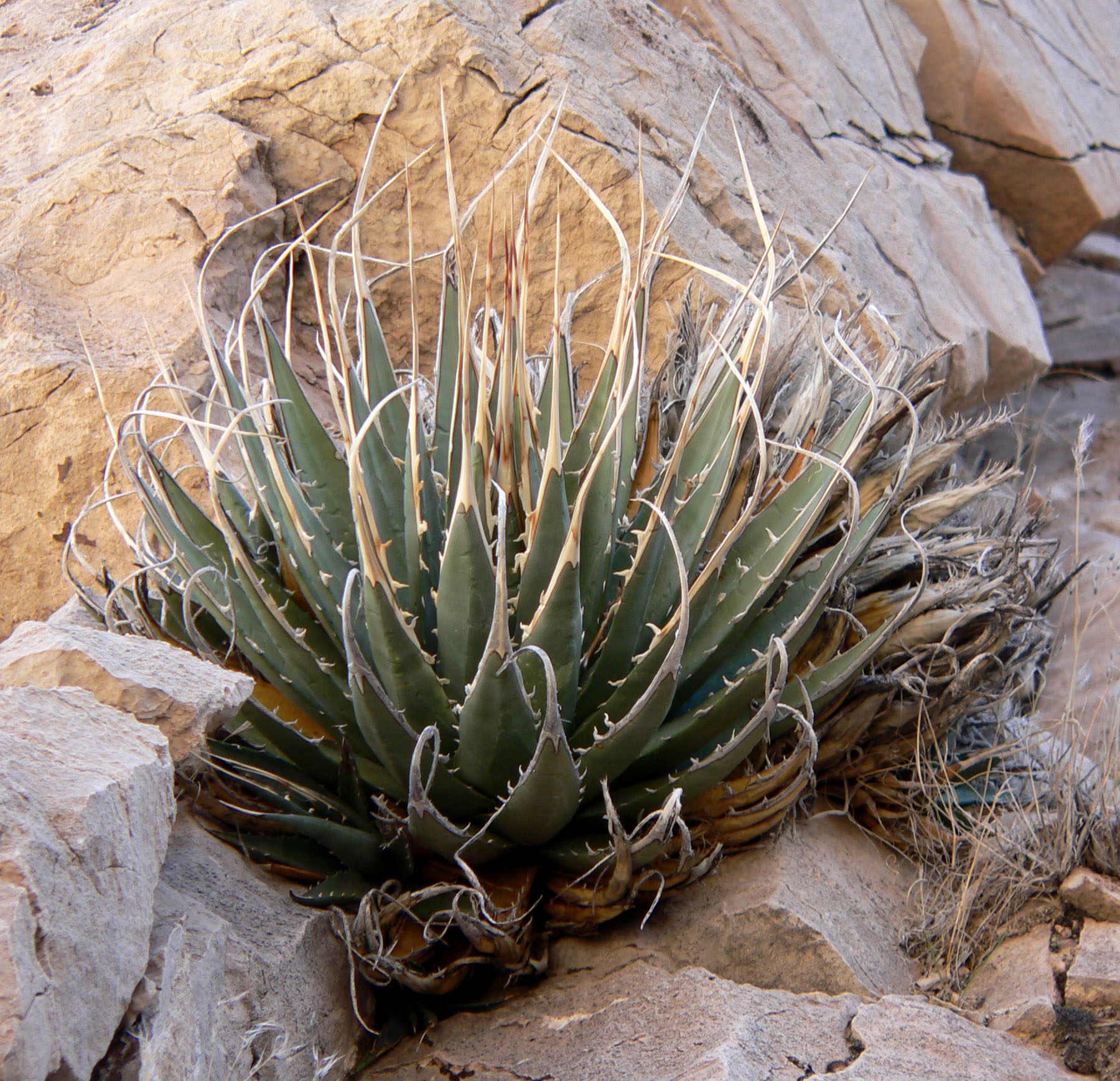
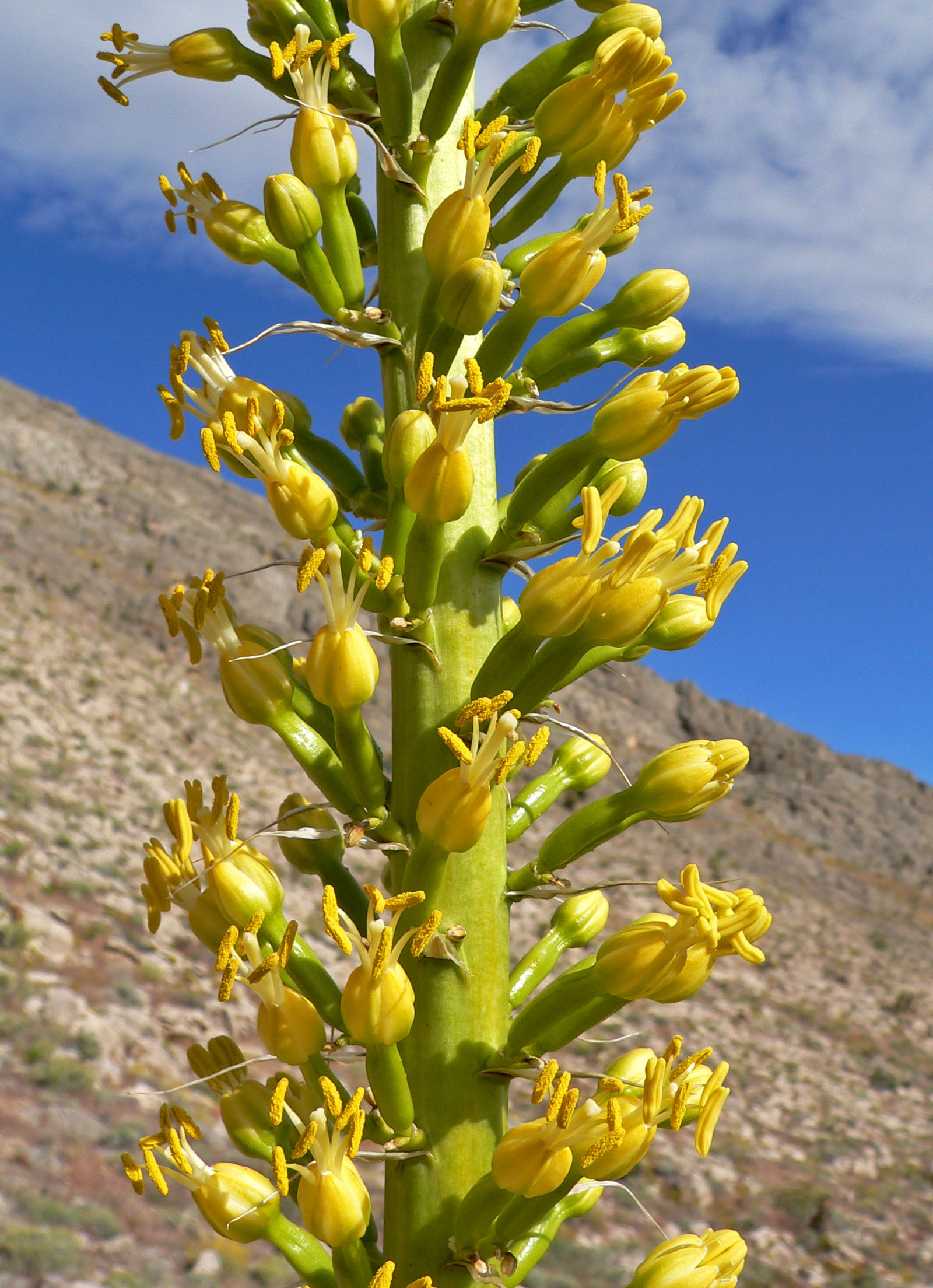
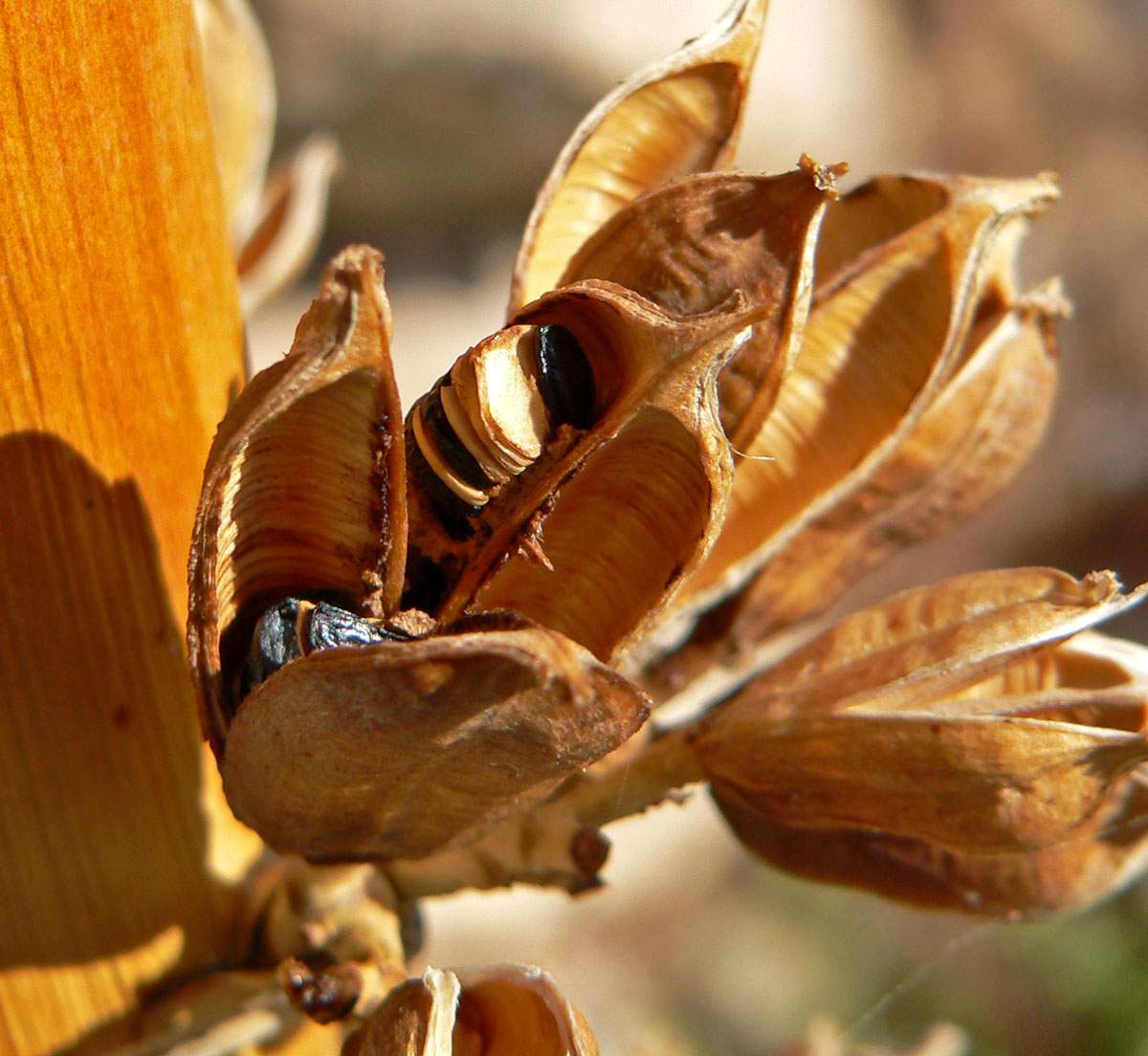